# Róza Laborfalvi
Róza Laborfalvi, rozená Judit Benke de Laborfalvi (8. dubna 1817 Miskolc – 25. září 1886 Budapešť), byla maďarská herečka, představitelka maďarského realistického divadla. Jejím manželem byl  spisovatel Mór Jókai. 

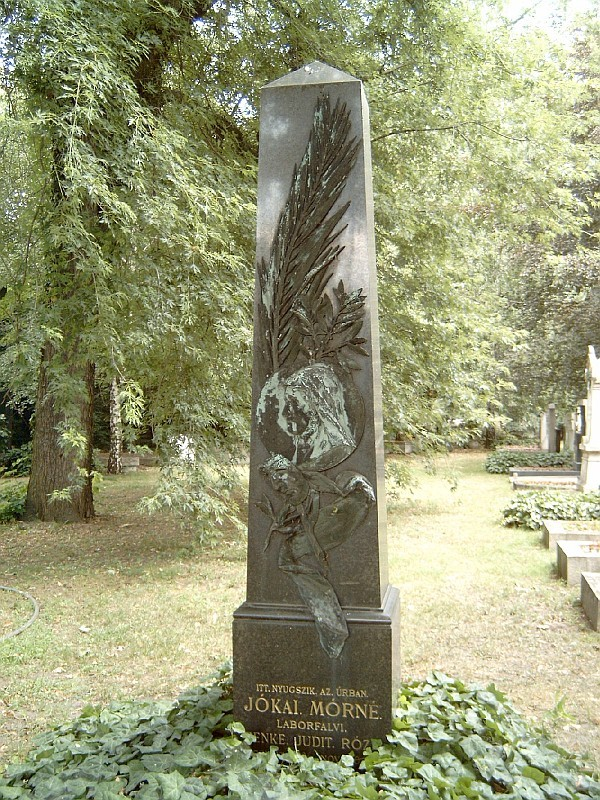
Hroby Rózy Laborfalvi (Mórné Jókai), Rózy Jókai (Árpádné Feszty) a Mária Feszty (Masa) v Budapešti. Hřbitov Kerepesi: 34/2-1-3. Vytvořil György Zala. Provedení: společnost Gerenday

## Život
Pochází ze sikulského rodu Benke de Laborfalvi. Narodila se jako „Laborfalvi Benke Judit“, ale později přijala křestní jméno „Róza“ a vlastní křestní jméno Laborfalvi změnila na příjmení. Její otec József Benke Laborfalvi (1781–1855) byl sedmihradský herec a šlechtic sikulského původu a její matkou byla herečka Zsuzsánna Rácz. V roce 1833 se na popud Gábora Döbrenteie objevila na jevišti budínského hradního divadla se společností Ference Komlóssyho. S touto společností tehdy spolupracovala slavná Kántorné Anna Engelhardtová, jejíž velké triumfy z jeviště Róza bedlivě sledovala. Zpočátku hrála jen malé role, například služku Náni ve hře Benjamin z Polska nebo 27. října 1833 ve hře Osmilhář, což byla také její první role. V té době činil její plat 25 forintů. Společnost byla přeložena z Budína do Székesfehérváru, a protože se Kántorné rozhodla zůstat v Budíně, svěřil lehkomyslný ředitel role velké tragédky „světácky krásné Róze“, která v nich okamžitě dosáhla úspěchu. Po návratu do Budína již byla uznávanou umělkyní. Její první velkou rolí byla Elvíra ve hře Rollova smrt.
V roce 1834 vystupovala ve společnosti Kassa pod jménem Rozália Benke. V roce 1837 přesídlila do Národního divadla, kde hrála tragické role. Při otevření divadla 22. srpna 1837 dosáhla velkého úspěchu ve hře Belizar (Antonie). Její hluboký hlas, recitační talent, postava a výrazný pohled byly velmi chváleny.
Dne 15. března 1848 se na představení hry Bánk bánsef od Józsefa Katony setkala s o osm let mladším Mórem Jókaiem, který si na klopu kabátu připnul kokardu. Provdala se za něj 29. srpna 1848. Sňatek vyvolal velký skandál. Spisovatelova rodina a přátelé (včetně Sándora Petőfiho) vztah těžko přijímali, zejména proto, že již měla nemanželskou dceru Rózu Benke (1836–1861). Té bylo v té době 12 let a jejím otcem byl slavný herec Márton Lendvay. V roce 1849 Jókaie zachránila před trestním stíháním: ukryla ho a později pro něj získala cestovní pas.
Až do odchodu do důchodu v roce 1859 byla téměř jedinou hvězdou divadla a někteří její kolegové odešli do zahraničí, protože se vedle ní nemohli prosadit. Dne 3. září 1857 se v Národním divadle v Miskolci konalo její hostování a Jókaiův projev. Po roce 1859 už vystupovala jen v charitativních představeních, naposledy 7. března 1869 v roli Predszlávy ve hře Hledač trůnu Eda Szigligetiho.
V Miskolci se 30. listopadu 1883, v den výročí padesáti let své umělecké kariéry, znovu objevila na jevišti při představení na rozloučenou, a král jí udělil vyznamenání záslužným zlatého kříže s korunou. O tři roky později onemocněla zápalem plic, z něhož se sice dokázala uzdravit, ale na následky onemocnění dne 20. listopadu 1886 ve čtyři hodiny ráno v ulici Sándor 36 zemřela.
Její pohřeb se konal 22. listopadu, Ede Paulay pronesl procítěnou smuteční řeč. Jménem literárního světa vzdal spisoval Kornél Ábrányi poslední poctu před budovou Národního divadla, stejně jako ředitel divadla Sándor Lukácsy. Její hrob se nachází na hřbitově Kerepesi út, deska VII, řada I, hrob 107.

## Významné role
- Gertrudis (József Katona: Bánk Bán)
- Volumina (Shakespeare: Coriolanus)
- Maria Stuartová (Schillerová)
- Lady Macbeth (Shakespeare: Macbeth)
- Goneril (Shakespeare: Král Lear)
- Orsina (Lessing: Emília Galotti)
- Lady Milford (Schiller: Temnota a láska)
- Predszlava (Ede of Szigliget: Hledač trůnu)
- Thisbe (Hugo: Angelo)
- Lenke (Mihály Vörösmarty: Vérnász)
- Gertruda (Shakespeare: Hamlet)
- Margaret (Shakespeare: Richard III.)
- Kleopatra (Shakespeare: Antonius a Kleopatra)
- Leona (Zs. Czakó)
- Ilona Zrínyi (Ede of Szigliget: zajetí Ference Rákócziho II.)
- Dalma (Mór Jókai)
- Lóra Csáky (Mór Jókai: György Dózsa)
- Adrienne Lecouvreur (Scribe – Legouvé)
- Vévodkyně z Malborough (Scribe: Sklenice vody)
- Rose (Ede Szigligeti)

## Vztah s jinými celebritami
|                          |                          |                          |                          |                          |                          |                        |                        |                             |                             |                             |                             |                                 |                                 |                                 |                                 |                                 |                                 |                   |                   |                   |                   |  |  |                                |                                |                                |                                | József Benke (1781–1855)       | József Benke (1781–1855)       | József Benke (1781–1855) | József Benke (1781–1855) | József Benke (1781–1855)    | József Benke (1781–1855)    |                             |                             | Zsuzsánna Rácz              | Zsuzsánna Rácz              | Zsuzsánna Rácz           | Zsuzsánna Rácz           | Zsuzsánna Rácz                     | Zsuzsánna Rácz                     |                                    |                                    |                                    |                                    |                          |                          |                              |                              | József Jókay (1781–1837)     | József Jókay (1781–1837)     | József Jókay (1781–1837)     | József Jókay (1781–1837)     | József Jókay (1781–1837) | József Jókay (1781–1837) |                          |                          | Mária Pulay (1790–1866)  | Mária Pulay (1790–1866)  | Mária Pulay (1790–1866)  | Mária Pulay (1790–1866)  | Mária Pulay (1790–1866) | Mária Pulay (1790–1866) |                          |                          |                          |                          |                          |                          |  |  |                         |                         |                         |                         |                         |                         |
|                          |                          |                          |                          |                          |                          |                        |                        |                             |                             |                             |                             |                                 |                                 |                                 |                                 |                                 |                                 |                   |                   |                   |                   |  |  |                                |                                |                                |                                | József Benke (1781–1855)       | József Benke (1781–1855)       | József Benke (1781–1855) | József Benke (1781–1855) | József Benke (1781–1855)    | József Benke (1781–1855)    |                             |                             | Zsuzsánna Rácz              | Zsuzsánna Rácz              | Zsuzsánna Rácz           | Zsuzsánna Rácz           | Zsuzsánna Rácz                     | Zsuzsánna Rácz                     |                                    |                                    |                                    |                                    |                          |                          |                              |                              | József Jókay (1781–1837)     | József Jókay (1781–1837)     | József Jókay (1781–1837)     | József Jókay (1781–1837)     | József Jókay (1781–1837) | József Jókay (1781–1837) |                          |                          | Mária Pulay (1790–1866)  | Mária Pulay (1790–1866)  | Mária Pulay (1790–1866)  | Mária Pulay (1790–1866)  | Mária Pulay (1790–1866) | Mária Pulay (1790–1866) |                          |                          |                          |                          |                          |                          |  |  |                         |                         |                         |                         |                         |                         |
|                          |                          |                          |                          |                          |                          |                        |                        |                             |                             |                             |                             |                                 |                                 |                                 |                                 |                                 |                                 |                   |                   |                   |                   |  |  |                                |                                |                                |                                |                                |                                |                          |                          |                             |                             |                             |                             |                             |                             |                          |                          |                                    |                                    |                                    |                                    |                                    |                                    |                          |                          |                              |                              |                              |                              |                              |                              |                          |                          |                          |                          |                          |                          |                          |                          |                         |                         |                          |                          |                          |                          |                          |                          |  |  |                         |                         |                         |                         |                         |                         |
|                          |                          |                          |                          |                          |                          |                        |                        |                             |                             |                             |                             |                                 |                                 |                                 |                                 |                                 |                                 |                   |                   |                   |                   |  |  |                                |                                |                                |                                |                                |                                |                          |                          |                             |                             |                             |                             |                             |                             |                          |                          |                                    |                                    |                                    |                                    |                                    |                                    |                          |                          |                              |                              |                              |                              |                              |                              |                          |                          |                          |                          |                          |                          |                          |                          |                         |                         |                          |                          |                          |                          |                          |                          |  |  |                         |                         |                         |                         |                         |                         |
| Lajos Fáncsy (1809–1854) | Lajos Fáncsy (1809–1854) | Lajos Fáncsy (1809–1854) | Lajos Fáncsy (1809–1854) | Lajos Fáncsy (1809–1854) | Lajos Fáncsy (1809–1854) |                        |                        | Mária Meszlényi (1813–1889) | Mária Meszlényi (1813–1889) | Mária Meszlényi (1813–1889) | Mária Meszlényi (1813–1889) | Mária Meszlényi (1813–1889)     | Mária Meszlényi (1813–1889)     |                                 |                                 | Karolina Jeremiás               | Karolina Jeremiás               | Karolina Jeremiás | Karolina Jeremiás | Karolina Jeremiás | Karolina Jeremiás |  |  | id. Márton Lendvay (1807–1858) | id. Márton Lendvay (1807–1858) | id. Márton Lendvay (1807–1858) | id. Márton Lendvay (1807–1858) | id. Márton Lendvay (1807–1858) | id. Márton Lendvay (1807–1858) |                          |                          | Róza Laborfalvi (1817–1886) | Róza Laborfalvi (1817–1886) | Róza Laborfalvi (1817–1886) | Róza Laborfalvi (1817–1886) | Róza Laborfalvi (1817–1886) | Róza Laborfalvi (1817–1886) |                          |                          | Mór Jókai (1825–1904)              | Mór Jókai (1825–1904)              | Mór Jókai (1825–1904)              | Mór Jókai (1825–1904)              | Mór Jókai (1825–1904)              | Mór Jókai (1825–1904)              |                          |                          | Bella Nagy (1879–1947)       | Bella Nagy (1879–1947)       | Bella Nagy (1879–1947)       | Bella Nagy (1879–1947)       | Bella Nagy (1879–1947)       | Bella Nagy (1879–1947)       |                          |                          | Károly Jókay (1814–1902) | Károly Jókay (1814–1902) | Károly Jókay (1814–1902) | Károly Jókay (1814–1902) | Károly Jókay (1814–1902) | Károly Jókay (1814–1902) |                         |                         | Eszter Jókay (1816–1889) | Eszter Jókay (1816–1889) | Eszter Jókay (1816–1889) | Eszter Jókay (1816–1889) | Eszter Jókay (1816–1889) | Eszter Jókay (1816–1889) |  |  | Ferenc Váli (1810–1882) | Ferenc Váli (1810–1882) | Ferenc Váli (1810–1882) | Ferenc Váli (1810–1882) | Ferenc Váli (1810–1882) | Ferenc Váli (1810–1882) |
| Lajos Fáncsy (1809–1854) | Lajos Fáncsy (1809–1854) | Lajos Fáncsy (1809–1854) | Lajos Fáncsy (1809–1854) | Lajos Fáncsy (1809–1854) | Lajos Fáncsy (1809–1854) |                        |                        | Mária Meszlényi (1813–1889) | Mária Meszlényi (1813–1889) | Mária Meszlényi (1813–1889) | Mária Meszlényi (1813–1889) | Mária Meszlényi (1813–1889)     | Mária Meszlényi (1813–1889)     |                                 |                                 | Karolina Jeremiás               | Karolina Jeremiás               | Karolina Jeremiás | Karolina Jeremiás | Karolina Jeremiás | Karolina Jeremiás |  |  | id. Márton Lendvay (1807–1858) | id. Márton Lendvay (1807–1858) | id. Márton Lendvay (1807–1858) | id. Márton Lendvay (1807–1858) | id. Márton Lendvay (1807–1858) | id. Márton Lendvay (1807–1858) |                          |                          | Róza Laborfalvi (1817–1886) | Róza Laborfalvi (1817–1886) | Róza Laborfalvi (1817–1886) | Róza Laborfalvi (1817–1886) | Róza Laborfalvi (1817–1886) | Róza Laborfalvi (1817–1886) |                          |                          | Mór Jókai (1825–1904)              | Mór Jókai (1825–1904)              | Mór Jókai (1825–1904)              | Mór Jókai (1825–1904)              | Mór Jókai (1825–1904)              | Mór Jókai (1825–1904)              |                          |                          | Bella Nagy (1879–1947)       | Bella Nagy (1879–1947)       | Bella Nagy (1879–1947)       | Bella Nagy (1879–1947)       | Bella Nagy (1879–1947)       | Bella Nagy (1879–1947)       |                          |                          | Károly Jókay (1814–1902) | Károly Jókay (1814–1902) | Károly Jókay (1814–1902) | Károly Jókay (1814–1902) | Károly Jókay (1814–1902) | Károly Jókay (1814–1902) |                         |                         | Eszter Jókay (1816–1889) | Eszter Jókay (1816–1889) | Eszter Jókay (1816–1889) | Eszter Jókay (1816–1889) | Eszter Jókay (1816–1889) | Eszter Jókay (1816–1889) |  |  | Ferenc Váli (1810–1882) | Ferenc Váli (1810–1882) | Ferenc Váli (1810–1882) | Ferenc Váli (1810–1882) | Ferenc Váli (1810–1882) | Ferenc Váli (1810–1882) |
|                          |                          |                          |                          |                          |                          |                        |                        |                             |                             |                             |                             |                                 |                                 |                                 |                                 |                                 |                                 |                   |                   |                   |                   |  |  |                                |                                |                                |                                |                                |                                |                          |                          |                             |                             |                             |                             |                             |                             |                          |                          |                                    |                                    |                                    |                                    |                                    |                                    |                          |                          |                              |                              |                              |                              |                              |                              |                          |                          |                          |                          |                          |                          |                          |                          |                         |                         |                          |                          |                          |                          |                          |                          |  |  |                         |                         |                         |                         |                         |                         |
|                          |                          |                          |                          |                          |                          |                        |                        |                             |                             |                             |                             |                                 |                                 |                                 |                                 |                                 |                                 |                   |                   |                   |                   |  |  |                                |                                |                                |                                |                                |                                |                          |                          |                             |                             |                             |                             |                             |                             |                          |                          |                                    |                                    |                                    |                                    |                                    |                                    |                          |                          |                              |                              |                              |                              |                              |                              |                          |                          |                          |                          |                          |                          |                          |                          |                         |                         |                          |                          |                          |                          |                          |                          |  |  |                         |                         |                         |                         |                         |                         |
|                          |                          |                          |                          | Ilka Fácsy (1842–1904)   | Ilka Fácsy (1842–1904)   | Ilka Fácsy (1842–1904) | Ilka Fácsy (1842–1904) | Ilka Fácsy (1842–1904)      | Ilka Fácsy (1842–1904)      |                             |                             | ifj. Márton Lendvay (1830–1875) | ifj. Márton Lendvay (1830–1875) | ifj. Márton Lendvay (1830–1875) | ifj. Márton Lendvay (1830–1875) | ifj. Márton Lendvay (1830–1875) | ifj. Márton Lendvay (1830–1875) |                   |                   |                   |                   |  |  |                                |                                |                                |                                | Róza Benke (1836–1861)         | Róza Benke (1836–1861)         | Róza Benke (1836–1861)   | Róza Benke (1836–1861)   | Róza Benke (1836–1861)      | Róza Benke (1836–1861)      |                             |                             |                             |                             |                          |                          | Szilveszter Rehrenbeck (1819–1910) | Szilveszter Rehrenbeck (1819–1910) | Szilveszter Rehrenbeck (1819–1910) | Szilveszter Rehrenbeck (1819–1910) | Szilveszter Rehrenbeck (1819–1910) | Szilveszter Rehrenbeck (1819–1910) |                          |                          | Jozefa Linzmajer (1822–1885) | Jozefa Linzmajer (1822–1885) | Jozefa Linzmajer (1822–1885) | Jozefa Linzmajer (1822–1885) | Jozefa Linzmajer (1822–1885) | Jozefa Linzmajer (1822–1885) |                          |                          |                          |                          |                          |                          |                          |                          |                         |                         |                          |                          |                          |                          |                          |                          |  |  |                         |                         |                         |                         |                         |                         |
|                          |                          |                          |                          | Ilka Fácsy (1842–1904)   | Ilka Fácsy (1842–1904)   | Ilka Fácsy (1842–1904) | Ilka Fácsy (1842–1904) | Ilka Fácsy (1842–1904)      | Ilka Fácsy (1842–1904)      |                             |                             | ifj. Márton Lendvay (1830–1875) | ifj. Márton Lendvay (1830–1875) | ifj. Márton Lendvay (1830–1875) | ifj. Márton Lendvay (1830–1875) | ifj. Márton Lendvay (1830–1875) | ifj. Márton Lendvay (1830–1875) |                   |                   |                   |                   |  |  |                                |                                |                                |                                | Róza Benke (1836–1861)         | Róza Benke (1836–1861)         | Róza Benke (1836–1861)   | Róza Benke (1836–1861)   | Róza Benke (1836–1861)      | Róza Benke (1836–1861)      |                             |                             |                             |                             |                          |                          | Szilveszter Rehrenbeck (1819–1910) | Szilveszter Rehrenbeck (1819–1910) | Szilveszter Rehrenbeck (1819–1910) | Szilveszter Rehrenbeck (1819–1910) | Szilveszter Rehrenbeck (1819–1910) | Szilveszter Rehrenbeck (1819–1910) |                          |                          | Jozefa Linzmajer (1822–1885) | Jozefa Linzmajer (1822–1885) | Jozefa Linzmajer (1822–1885) | Jozefa Linzmajer (1822–1885) | Jozefa Linzmajer (1822–1885) | Jozefa Linzmajer (1822–1885) |                          |                          |                          |                          |                          |                          |                          |                          |                         |                         |                          |                          |                          |                          |                          |                          |  |  |                         |                         |                         |                         |                         |                         |
|                          |                          |                          |                          |                          |                          |                        |                        |                             |                             |                             |                             |                                 |                                 |                                 |                                 |                                 |                                 |                   |                   |                   |                   |  |  |                                |                                |                                |                                |                                |                                |                          |                          |                             |                             |                             |                             |                             |                             |                          |                          |                                    |                                    |                                    |                                    |                                    |                                    |                          |                          |                              |                              |                              |                              |                              |                              |                          |                          |                          |                          |                          |                          |                          |                          |                         |                         |                          |                          |                          |                          |                          |                          |  |  |                         |                         |                         |                         |                         |                         |
|                          |                          |                          |                          |                          |                          |                        |                        |                             |                             |                             |                             |                                 |                                 |                                 |                                 |                                 |                                 |                   |                   |                   |                   |  |  |                                |                                |                                |                                |                                |                                |                          |                          |                             |                             |                             |                             |                             |                             |                          |                          |                                    |                                    |                                    |                                    |                                    |                                    |                          |                          |                              |                              |                              |                              |                              |                              |                          |                          |                          |                          |                          |                          |                          |                          |                         |                         |                          |                          |                          |                          |                          |                          |  |  |                         |                         |                         |                         |                         |                         |
|                          |                          |                          |                          |                          |                          |                        |                        |                             |                             |                             |                             |                                 |                                 |                                 |                                 |                                 |                                 |                   |                   |                   |                   |  |  |                                |                                |                                |                                | Róza Jókai (1861–1936)         | Róza Jókai (1861–1936)         | Róza Jókai (1861–1936)   | Róza Jókai (1861–1936)   | Róza Jókai (1861–1936)      | Róza Jókai (1861–1936)      |                             |                             | Árpád Feszty (1956–1914)    | Árpád Feszty (1956–1914)    | Árpád Feszty (1956–1914) | Árpád Feszty (1956–1914) | Árpád Feszty (1956–1914)           | Árpád Feszty (1956–1914)           |                                    |                                    | Adolf Feszty (1846–1900)           | Adolf Feszty (1846–1900)           | Adolf Feszty (1846–1900) | Adolf Feszty (1846–1900) | Adolf Feszty (1846–1900)     | Adolf Feszty (1846–1900)     |                              |                              | Gyula Feszty (1854–1912)     | Gyula Feszty (1854–1912)     | Gyula Feszty (1854–1912) | Gyula Feszty (1854–1912) | Gyula Feszty (1854–1912) | Gyula Feszty (1854–1912) |                          |                          | Béla Feszty (1868–1928)  | Béla Feszty (1868–1928)  | Béla Feszty (1868–1928) | Béla Feszty (1868–1928) | Béla Feszty (1868–1928)  | Béla Feszty (1868–1928)  |                          |                          |                          |                          |  |  |                         |                         |                         |                         |                         |                         |
|                          |                          |                          |                          |                          |                          |                        |                        |                             |                             |                             |                             |                                 |                                 |                                 |                                 |                                 |                                 |                   |                   |                   |                   |  |  |                                |                                |                                |                                | Róza Jókai (1861–1936)         | Róza Jókai (1861–1936)         | Róza Jókai (1861–1936)   | Róza Jókai (1861–1936)   | Róza Jókai (1861–1936)      | Róza Jókai (1861–1936)      |                             |                             | Árpád Feszty (1956–1914)    | Árpád Feszty (1956–1914)    | Árpád Feszty (1956–1914) | Árpád Feszty (1956–1914) | Árpád Feszty (1956–1914)           | Árpád Feszty (1956–1914)           |                                    |                                    | Adolf Feszty (1846–1900)           | Adolf Feszty (1846–1900)           | Adolf Feszty (1846–1900) | Adolf Feszty (1846–1900) | Adolf Feszty (1846–1900)     | Adolf Feszty (1846–1900)     |                              |                              | Gyula Feszty (1854–1912)     | Gyula Feszty (1854–1912)     | Gyula Feszty (1854–1912) | Gyula Feszty (1854–1912) | Gyula Feszty (1854–1912) | Gyula Feszty (1854–1912) |                          |                          | Béla Feszty (1868–1928)  | Béla Feszty (1868–1928)  | Béla Feszty (1868–1928) | Béla Feszty (1868–1928) | Béla Feszty (1868–1928)  | Béla Feszty (1868–1928)  |                          |                          |                          |                          |  |  |                         |                         |                         |                         |                         |                         |
|                          |                          |                          |                          |                          |                          |                        |                        |                             |                             |                             |                             |                                 |                                 |                                 |                                 |                                 |                                 |                   |                   |                   |                   |  |  |                                |                                |                                |                                |                                |                                |                          |                          |                             |                             |                             |                             |                             |                             |                          |                          |                                    |                                    |                                    |                                    |                                    |                                    |                          |                          |                              |                              |                              |                              |                              |                              |                          |                          |                          |                          |                          |                          |                          |                          |                         |                         |                          |                          |                          |                          |                          |                          |  |  |                         |                         |                         |                         |                         |                         |
|                          |                          |                          |                          |                          |                          |                        |                        |                             |                             |                             |                             |                                 |                                 |                                 |                                 |                                 |                                 |                   |                   |                   |                   |  |  |                                |                                |                                |                                |                                |                                |                          |                          |                             |                             |                             |                             |                             |                             |                          |                          |                                    |                                    |                                    |                                    |                                    |                                    |                          |                          |                              |                              |                              |                              |                              |                              |                          |                          |                          |                          |                          |                          |                          |                          |                         |                         |                          |                          |                          |                          |                          |                          |  |  |                         |                         |                         |                         |                         |                         |
|                          |                          |                          |                          |                          |                          |                        |                        |                             |                             |                             |                             |                                 |                                 |                                 |                                 |                                 |                                 |                   |                   |                   |                   |  |  |                                |                                |                                |                                |                                |                                |                          |                          | Masa Feszty (1895–1979)     |                             |                             |                             |                             |                             |                          |                          |                                    |                                    |                                    |                                    |                                    |                                    |                          |                          |                              |                              |                              |                              |                              |                              |                          |                          |                          |                          |                          |                          |                          |                          |                         |                         |                          |                          |                          |                          |                          |                          |  |  |                         |                         |                         |                         |                         |                         |
|                          |                          |                          |                          |                          |                          |                        |                        |                             |                             |                             |                             |                                 |                                 |                                 |                                 |                                 |                                 |                   |                   |                   |                   |  |  |                                |                                |                                |                                |                                |                                |                          |                          |                             |                             |                             |                             |                             |                             |                          |                          |                                    |                                    |                                    |                                    |                                    |                                    |                          |                          |                              |                              |                              |                              |                              |                              |                          |                          |                          |                          |                          |                          |                          |                          |                         |                         |                          |                          |                          |                          |                          |                          |  |  |                         |                         |                         |                         |                         |                         |